# Sakoana
Saharefo is een plaats en gemeente in Madagaskar gelegen in het district Manakara van de regio Vatovavy-Fitovinany. Er woonden bij de volkstelling in 2001 ongeveer 13.000 mensen.
In de plaats is basisonderwijs onderwijs beschikbaar. 97,3% van de bevolking is landbouwer. Het belangrijkste gewas is cassave en rijst, maar er wordt ook lychees verbouwd. 0,2% van de bevolking is werkzaam in de industriesector en de overige 2,5% van de bevolking in de dienstensector.